# LAX (televisieserie)
LAX is een Amerikaanse serie over de gebeurtenissen op het Los Angeles International Airport, waarvan LAX de afkorting is.
De serie draait om Harley Random en Roger de Souza. Deze geven leiding aan het vliegveld en het is hun taak om deze luchthaven veilig te houden en alles in goede banen te leiden. Samen strijden ze om de nieuwe baas te worden van het vliegveld, maar ze moeten ook samenwerken om bommeldingen, VIP’s, dronken piloten en andere problemen op te lossen.  

## Hoofdpersonen
- Heather Locklear - Harley Random
- Blair Underwood - Roger De Souza
- Paul Leyden - Tony Magulia
- Frank John Hughes - Henry Engels
- Wendy Hoopes - Betty
- David Paetkau - Nick